# 香取市立小見川北小学校
香取市立小見川北小学校（かとりしりつ おみがわきたしょうがっこう）は、千葉県香取市富田にある市立小学校。

## 概要
香取市の旧豊浦村の区域を学区とする。校内には、若鯉の池・前方後円墳（富田1号墳）・栴檀の木などがあり、それらは校歌に詠みこまれている。
かつては分校として利北分校があり、分校児童は1 - 4年を分校で学び、5・6年は富田渡船などを利用して本校へ通学していた。

## 沿革
- 1875年（明治8年） - 私立一之分目学舎、富田学舎設立
- 1877年（明治10年） - 公立三之分目学校、下小堀学校設立
- 1887年（明治20年） - 公立三之分目学校、下小堀学校を統合し、富田尋常小学校を設立
- 1889年（明治22年） - 村立豊浦尋常小学校と改称
- 1902年（明治35年） - 利北分校を設置
- 1952年（昭和27年） - 小見川町立北小学校と改称（これ以前に数回の校名改称あり）
- 1961年（昭和36年） - プール建設
- 1969年（昭和44年） - 校舎が現在地に移転
- 2006年（平成18年） - 香取市立小見川北小学校と改称(市町村合併に伴い)
- 2014年（平成26年） - 利北分校が閉校